# Bierlachs

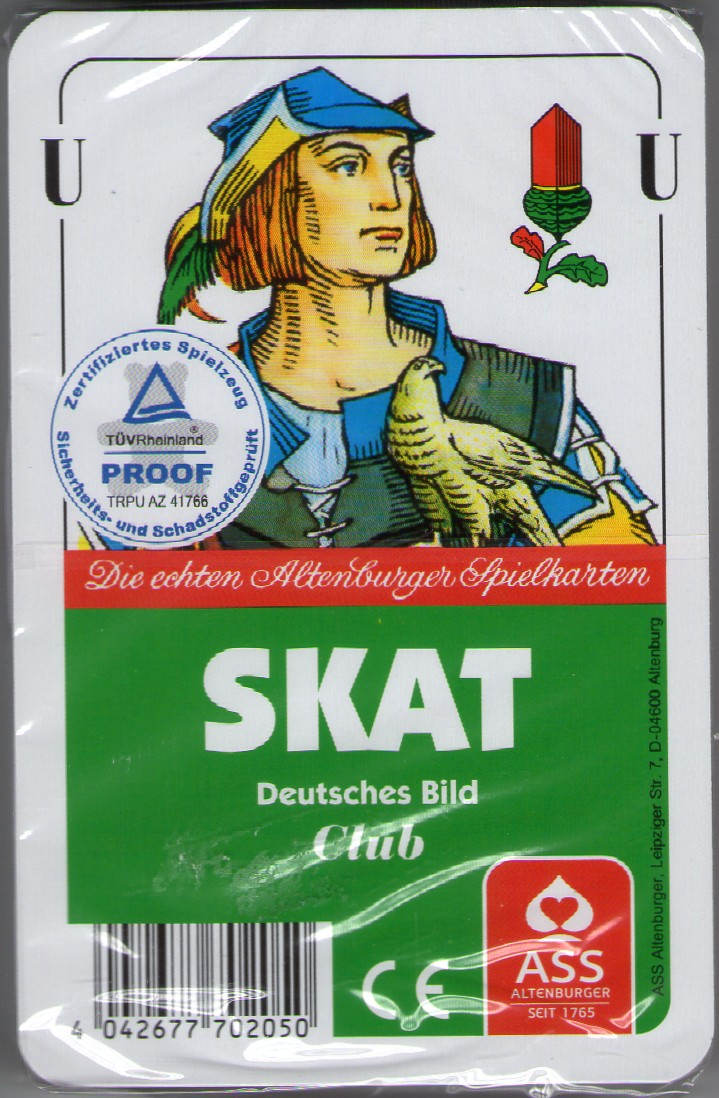
Skat-Karten

Der Bierlachs heißt eigentlich "Bierlatz" und ist eine Variante des Skat.
"Latzen" ist ein umgangssprachlicher Ausdruck für "bezahlen".
Wer also verliert, zahlt den anderen ein Bier.
Hierbei wird nach den allgemeinen Skatregeln gespielt (regions- oder abspracheübliche Regeln), wobei Ergebnisse im Minus addiert werden. Wenn also der Alleinspieler gewinnt, werden den Gegnern Minuspunkte geschrieben. Verliert der Alleinspieler, so werden ihm die Minuspunkte geschrieben.

## Ziel und Einsatz
Vorab wird ausgemacht, wie weit gespielt wird und zu welchem Einsatz. Gängig ist hier ein Spiel bis 301, 401 oder 501 Punkte, wobei regional z. B. auch "+ Datum" gespielt wird. z. B.
- bei 300 + Datum: am 19. eines Monats wird bis 319 gespielt.
- bei 500 + Datum: am 11. eines Monats wird bis 511 Punkte gespielt.

Der Einsatz beim Bierlachs liegt meistens bei einer Runde Bier für die drei oder vier Spieler.
Bei hungrigen Spielern wird auch gerne um ein Mittag- oder Abendessen gespielt.
Beim Bierlachs bezahlt der Verlierer, es gibt also keinen Gewinner oder Zweiten.

## Varianten
- Bock: alle Spiele zählen doppelt
- 3 Bock - 3 Ramsch: hier wird abwechselnd 3 mal Bock, dann 3 mal Ramsch gespielt (bei 4er-Runden entsprechend einmal mehr).
- Bock als Sonderspiel wenn: Spielkartenpunkte 60:60 oder Spielwert über 120 Punkte
- weitere Varianten siehe Ziel und Einsatz